# Ja'Wuan James
Pour les articles homonymes, voir James.
(en) Statistiques sur pro-football-reference
Ja'Wuan Amir James, né le 3 juin 1992 à Atlanta, est un joueur américain de football américain évoluant au poste de offensive tackle dans la National Football League (NFL).

## Biographie

### Carrière universitaire
Il a étudié à l'université du Tennessee et a joué pour les Volunteers du Tennessee de 2010 à 2013. Durant ces quatre saisons, il a joué comme tackle droit et a commencé 49 matchs consécutifs, battant le record des Volunteers du plus grand nombre de matchs consécutifs comme titulaire pour un lineman offensif.

### Carrière professionnelle
Il est sélectionné à la 19e place de la draft 2014 de la NFL par les Dolphins de Miami. Il signe par la suite un contrat de 4 ans avec les Dolphins pour 8,42 millions de dollars garantis, incluant une prime à la signature de 4,44 millions de dollars.
Il est désigné titulaire au poste de tackle droit au début de la saison 2014 et participe à tous les matchs de son équipe durant sa première saison professionnelle. Il est sélectionné dans l'équipe-type des débutants de la ligue (All-Rookie Team) à l'issue de la saison.
Après cinq saisons avec les Dolphins, il rejoint les Broncos de Denver en 2019 sur un contrat de 4 ans pour un montant de 51 millions de dollars. Sa première saison avec les Broncos est toutefois écourtée en raison d'une blessure à un genou, ne jouant que 3 parties.
Il décide de ne pas prendre part à la saison 2020 en raison de la pandémie de Covid-19.